# Rue Vulpian
La rue Vulpian est une voie située dans le quartier Croulebarbe du 13e arrondissement de Paris.

## Situation et accès
La rue Vulpian est accessible par la ligne 6 à la station Glacière.

## Origine du nom
Elle porte le nom du médecin et physiologiste Alfred Vulpian (1826-1887).

## Historique
La rue Vulpian fut ouverte sur les terrains du Champ de l’alouette et du clos Payen, anciennes prairies au bord de la Bièvre dont l’eau pourtant polluée était utilisée par les blanchisseuses.
Le clos Payen fut traversé en 1760 par le boulevard du Midi (actuel boulevard Auguste-Blanqui) élargi en 1788 par édification du mur des Fermiers généraux et d'un boulevard extérieur à cette enceinte fiscale.
Le Guide du voyageur à Paris de 1789 définit le clos Payen comme « le lieu où l’on blanchit les toiles à la faveur de la petite rivière des Gobelins qui y passe en plusieurs canaux entre le boulevard du Midi et le petit Gentilly ».

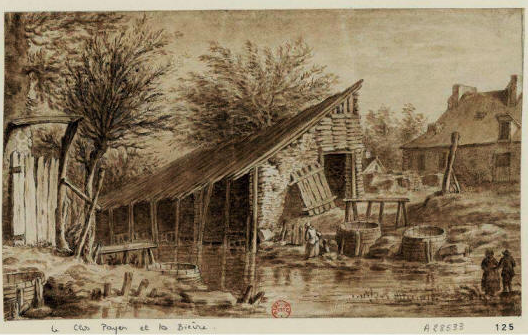
Le clos Payen

Le paysage décrit comme « champ de l’Alouette » par Victor Hugo au chapitre I du livre 2e des Misérables était en partie celui du clos Payen.

« Quand on a monté la rue Saint-Jacques, laissé de côté la barrière et suivi quelque temps à gauche l'ancien boulevard intérieur, on atteint la rue de la Santé, puis la Glacière, et, un peu avant d'arriver à la petite rivière des Gobelins, on rencontre une espèce de champ, qui est, dans toute la longue et monotone ceinture des boulevards de Paris, le seul endroit où Ruysdaël serait tenté de s'asseoir.
 
Ce je ne sais quoi d'où la grâce se dégage est là, un pré vert traversé de cordes tendues où des loques sèchent au vent, une vieille ferme à maraîchers bâtie du temps de Louis XIII avec son grand toit bizarrement percé de mansardes, des palissades délabrées, un peu d'eau entre des peupliers, des femmes, des rires, des voix ; à l'horizon le Panthéon, l'arbre des Sourds-Muets, le Val-de-Grâce, noir, trapu, fantasque, amusant, magnifique, et au fond le sévère faîte carré des tours de Notre-Dame. 
Comme le lieu vaut la peine d'être vu, personne n'y vient. À peine une charrette ou un routier tous les quarts d'heure. Il arriva une fois que les promenades solitaires de Marius le conduisirent à ce terrain près de cette eau. Ce jour-là, il y avait sur ce boulevard une rareté, un passant. Marius, vaguement frappé du charme presque sauvage du lieu, demanda à ce passant :
– Comment se nomme cet endroit-ci ?

Le passant répondit :

– C'est le champ de l'Alouette. »

Le bâtiment décrit par Victor Hugo figure sur les plans de Paris des XVIIIe et XIXe siècles fut détruit lors du  percement de la rue.
L'urbanisation tardive de ce secteur est contemporaine de la couverture de la Bièvre sous la rue Paul-Gervais à proximité en 1892.
La rue est ouverte en 1895 dans le prolongement, au nord, de la rue Pascal tracée en 1825 sur les anciens jardins du couvent des Cordelières, au sud de la rue Vergniaud ouverte à la même époque. Un égout, le collecteur Pascal, construit au début des années 1890 pour recevoir les eaux de la Bièvre passe sous la rue Vulpian entre la rue Vergniaud et la rue Pascal et se prolonge jusqu'à la rue Geoffroy-Saint-Hilaire par la rue Censier.

Emplacement de la future rue Vulpian sur plans anciens
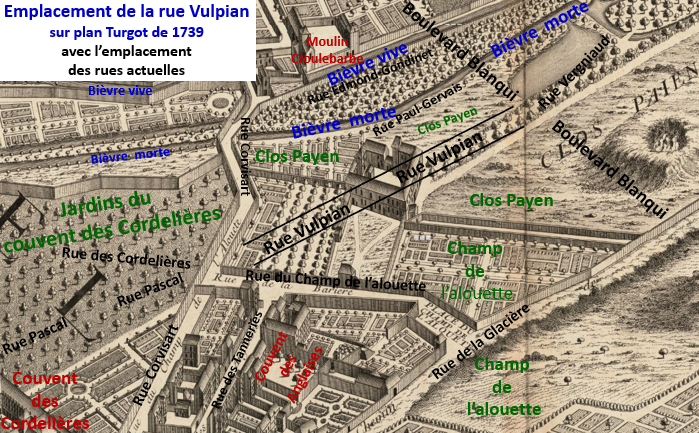
Rue Vulpian sur le plan de Turgot (1739).
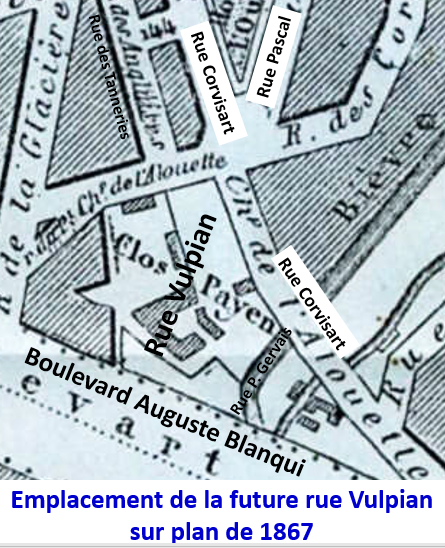
Rue Vulpian sur le plan de 1867.